# 吕斯蒂克
吕斯蒂克（法語：Rustiques，法語發音：[ʁystik] ⓘ）是法国奥德省的一个市镇，位于该省北部，属于卡尔卡松区。

## 地理
吕斯蒂克（43°12'58"N, 2°28'23"E）面积6.47 平方千米，位于法国奧克西塔尼大區奥德省，该省份为法国南部沿海省份，北起塔恩省，西北接上加龙省，西接阿列日省，南至东比利牛斯省，东临地中海，东北与埃罗省接壤。
与吕斯蒂克接壤的市镇（或旧市镇、城区）包括：巴当、洛尔米内尔瓦、特雷布。

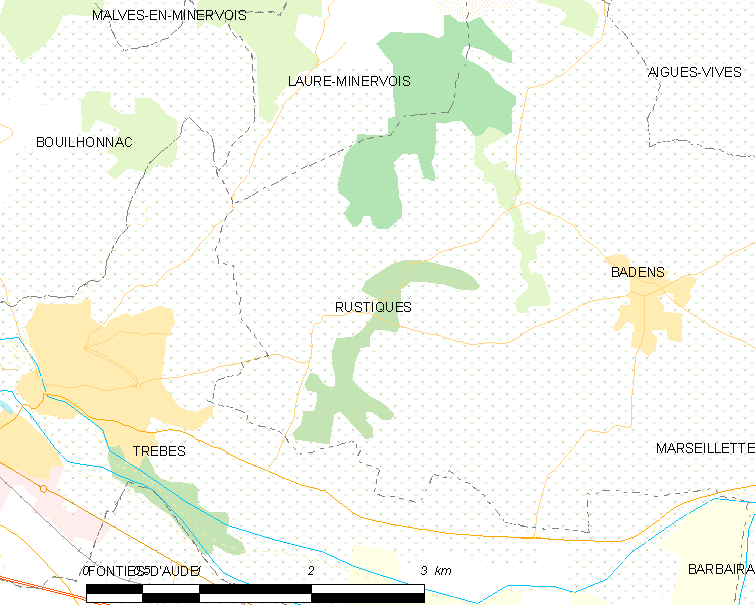
吕斯蒂克的OSM定位图

吕斯蒂克的时区为UTC+01:00、UTC+02:00（夏令时）。

## 行政
吕斯蒂克的邮政编码为11800，INSEE市镇编码为11330。

## 政治
吕斯蒂克所属的省级选区为上密涅瓦县。

## 人口

1962-2008年间吕斯蒂克人口变化图示

吕斯蒂克于2022年1月1日时的人口数量为515人。